# Горња Тијарица
Горња Тијарица је бивше насељено место у саставу града Триља, Сплитско-далматинска жупанија, Република Хрватска.

## Историја
До територијалне реорганизације у Хрватској налазила се у саставу старе општине Сињ. На попису становништва 2001. године, насеље је укинуто и сједињено са бившим насељима Врандолац и Доња Тијарица у јединствено насељено место Тијарица.

## Становништво
| Број становника по пописима | Број становника по пописима | Број становника по пописима | Број становника по пописима | Број становника по пописима | Број становника по пописима | Број становника по пописима | Број становника по пописима | Број становника по пописима | Број становника по пописима | Број становника по пописима | Број становника по пописима | Број становника по пописима | Број становника по пописима |
| --------------------------- | --------------------------- | --------------------------- | --------------------------- | --------------------------- | --------------------------- | --------------------------- | --------------------------- | --------------------------- | --------------------------- | --------------------------- | --------------------------- | --------------------------- | --------------------------- |
| 1857                        | 1869                        | 1880                        | 1890                        | 1900                        | 1910                        | 1921                        | 1931                        | 1948                        | 1953                        | 1961                        | 1971                        | 1981                        | 1991                        |
| 806                         | 946                         | 857                         | 627                         | 587                         | 623                         | 628                         | 1.525                       | 656                         | 668                         | 661                         | 666                         | 598                         | 497                         |

Напомена: Насеља под именом Доња Тијарица и Горња Тијарица исказана су у 1890., 1900., 1921. и од 1948. надаље. У 1857., 1869., 1880. и 1931. исказано је под именом Тијарица. За то бивше насеље подаци су исказани у овом насељу. У 1857., 1869. и 1931. садржи податке за насеље Врандолац. У 2001. спојено је у ново насеље Тијарица.

### Попис1991.
На попису становништва 1991. године, насељено место Горња Тијарица је имало 497 становника, следећег националног састава:
| Попис 1991.‍  | Попис 1991.‍  | Попис 1991.‍ | Попис 1991.‍ | Попис 1991.‍ |
| ------------ | ------------ | ----------- | ----------- | ----------- |
|              |              |             |             |             |
| Хрвати       | Хрвати       |             | 445         | 89,53%      |
| Срби         | Срби         |             | 35          | 7,04%       |
| Југословени  | Југословени  |             | 2           | 0,40%       |
| Словенци     | Словенци     |             | 1           | 0,20%       |
| неопредељени | неопредељени |             | 2           | 0,40%       |
| непознато    | непознато    |             | 12          | 2,41%       |
| укупно: 497  |              |             |             |             |

## Презимена
- Бајило — Православци
- Велемир / Велимир — Православци
- Лазић — Православци